# Atletisme als Jocs Olímpics d'estiu de 2012 – Llançament de pes masculí
La prova del llançament de pes masculí dels Jocs Olímpics de Londres del 2012 es va disputar el 3 d'agost a l'Estadi Olímpic de Londres.

## Rècords
Abans de la prova els rècords del món i olímpic existents eren els següents:
| Rècord del món | Randy Barnes (USA)   | 23.12 m | Los Angeles, Estats Units | 20 de maig de 1990     |
| Rècord olímpic | Ulf Timmermann (GDR) | 22.47 m | Seül, Corea del Sud       | 23 de setembre de 1988 |

## Horaris
Tots els horaris són segons l'horari britànic (UTC+1)
| Data                         | Hora  | Ronda          |
| ---------------------------- | ----- | -------------- |
| Divendres, 3 d'agost de 2012 | 10:00 | Qualificacions |
| Divendres, 3 d'agost de 2012 | 20:30 | Final          |

## Medallistes
| Or                    | Plata             | Bronze            |
| Tomasz Majewski (POL) | David Storl (GER) | Reese Hoffa (USA) |

## Resultats

### Qualificació
En la qualificació per passar a la final es demana fer un llançament de 20m 65cm (Q), o bé els 12 millors llançadors (q)
| Posició | Grup | Nom                             | #1    | #2    | #3    | Resultat | Notes |
| ------- | ---- | ------------------------------- | ----- | ----- | ----- | -------- | ----- |
| 1       | B    | Reese Hoffa (USA)               | 21.36 |       |       | 21.36    | Q     |
| 2       | A    | David Storl (GER)               | 21.15 |       |       | 21.15    | Q     |
| 3       | A    | Tomasz Majewski (POL)           | 21.03 |       |       | 21.03    | Q     |
| 4       | B    | Ryan Whiting (USA)              | 20.29 | 20.25 | 20.78 | 20.78    | Q     |
| 5       | A    | Germán Lauro (ARG)              | 20.10 | x     | 20.75 | 20.75    | Q, NR |
| 6       | A    | Pavel Lyzhyn (BLR)              | 19.85 | 20.10 | 20.57 | 20.57    | q     |
| 7       | B    | Dylan Armstrong (CAN)           | 19.99 | x     | 20.49 | 20.49    | q     |
| 8       | B    | Asmir Kolašinac (SRB)           | 20.44 |       |       | 20.44    | q     |
| 9       | A    | Christian Cantwell (USA)        | 20.41 | 20.30 | 19.88 | 20.41    | q     |
| 10      | B    | Maksim Sidorov (RUS)            | x     | 19.59 | 20.40 | 20.40    | q     |
| 11      | A    | Dorian Scott (JAM)              | 20.18 | 20.30 | 20.31 | 20.31    | q     |
| 12      | B    | Chang Ming-Huang (TPE)          | 19.14 | x     | 20.25 | 20.25    | q     |
| 13      | A    | Soslan Tsirikhov (RUS)          | 19.25 | 19.78 | 20.17 | 20.17    |       |
| 14      | A    | Rutger Smith (NED)              | 20.08 | x     | 19.55 | 20.08    |       |
| 15      | A    | Marco Fortes (POR)              | 19.59 | 20.06 | 19.50 | 20.06    |       |
| 16      | B    | Ralf Bartels (GER)              | x     | 20.00 | 19.89 | 20.00    |       |
| 17      | B    | Andrei Mikhnevich (BLR)         | 19.81 | 19.55 | 19.89 | 19.89    |       |
| 18      | B    | Nedžad Mulabegović (CRO)        | 19.18 | 19.86 | 19.72 | 19.86    |       |
| 19      | B    | Om Prakash Singh (IND)          | 19.40 | 19.86 | x     | 19.86    |       |
| 20      | B    | Hüseyin Atıcı (TUR)             | 19.47 | 19.49 | 19.74 | 19.74    |       |
| 21      | A    | Lajos Kürthy (HUN)              | 19.65 | x     | x     | 19.65    |       |
| 22      | A    | Georgi Ivanov (BUL)             | 19.42 | 19.40 | 19.63 | 19.63    |       |
| 23      | B    | Antonín Žalský (CZE)            | x     | 19.62 | 19.49 | 19.62    |       |
| 24      | A    | Kemal Mešić (BIH)               | 19.49 | x     | 19.60 | 19.60    |       |
| 25      | A    | Mihail Stamatoyiannis (GRE)     | 18.67 | x     | 19.24 | 19.24    |       |
| 26      | A    | Dale Stevenson (AUS)            | 18.38 | 19.17 | 19.01 | 19.17    |       |
| 27      | A    | Māris Urtāns (LAT)              | 18.92 | 19.13 | x     | 19.13    |       |
| 28      | B    | Kim Christensen (DEN)           | 18.40 | x     | 19.13 | 19.13    |       |
| 29      | B    | Carl Myerscough (GBR)           | 18.75 | 18.95 | x     | 18.95    |       |
| 30      | B    | Raigo Toompuu (EST)             | 18.87 | 18.91 | x     | 18.91    |       |
| 31      | A    | Borja Vivas (ESP)               | 18.46 | x     | 18.88 | 18.88    |       |
| 32      | A    | Stephen Saenz (MEX)             | x     | 18.65 | x     | 18.65    |       |
| 33      | B    | Amin Nikfar (IRN)               | 18.62 | x     | x     | 18.62    |       |
| 34      | B    | Carlos Véliz (CUB)              | 18.26 | x     | 18.57 | 18.57    |       |
| 35      | B    | Emanuele Fuamatu (SAM)          | 17.78 | x     | x     | 17.78    |       |
| 36      | A    | Odinn Bjorn Thorsteinsson (ISL) | x     | 17.04 | 17.62 | 17.62    |       |
| 37      | A    | Adriatik Hoxha (ALB)            | 17.58 | x     | 17.13 | 17.58    |       |
| -       | A    | Justin Rodhe (CAN)              | x     | x     | x     | NM       |       |
| -       | B    | Zhang Jun (CHN)                 | x     | x     | x     | NM       |       |
| -       | B    | Andriy Semenov (UKR)            | x     | x     | x     | NM       |       |

Q - Qualificat per posició / q - Qualificat per temps / NM - Sense marca

### Final
| Posició | Atleta                   | 1     | 2     | 3     | 4     | 5     | 6     | Resultat | Notes |
| ------- | ------------------------ | ----- | ----- | ----- | ----- | ----- | ----- | -------- | ----- |
| Or      | Tomasz Majewski (POL)    | 21.19 | 21.72 | 21.87 | x     | 21.72 | 21.89 | 21.89    |       |
| Argent  | David Storl (GER)        | 21.84 | 21.86 | 21.41 | x     | x     | x     | 21.86    | PB    |
| Bronze  | Reese Hoffa (USA)        | 20.98 | 20.95 | 21.23 | 21.11 | 19.53 | x     | 21.23    |       |
| 4       | Christian Cantwell (USA) | 20.21 | 20.95 | x     | x     | 20.65 | 21.19 | 21.19    |       |
| 5       | Dylan Armstrong (CAN)    | 20.16 | 20.93 | 20.74 | x     | x     | 20.34 | 20.93    |       |
| 6       | Germán Lauro (ARG)       | 19.40 | 20.82 | 20.84 | 20.34 | 20.65 | x     | 20.84    | NR    |
| 7       | Asmir Kolašinac (SRB)    | 20.18 | 20.71 | x     | 20.54 | 20.46 | x     | 20.71    |       |
| 8       | Pavel Lyzhyn (BLR)       | 20.69 | x     | x     | 19.93 | 20.04 | x     | 20.69    |       |
| 9       | Ryan Whiting (USA)       | 20.21 | 20.21 | 20.64 |       |       |       | 20.64    |       |
| 10      | Dorian Scott (JAM)       | 19.51 | 20.61 | x     |       |       |       | 20.61    |       |
| 11      | Maksim Sidorov (RUS)     | x     | 20.41 | x     |       |       |       | 20.41    |       |
| 12      | Chang Ming-Huang (TPE)   | 19.99 | x     | 19.64 |       |       |       | 19.99    |       |

NR - Rècord nacional / PB - Millor marca personal